# Castillo Olyka
El castillo Olyka es un fortín localizado en Olyka, Óblast de Volinia, Ucrania.

## Historia
Construido en 1564, se convirtió en la residencia principal de la familia Radziwiłł en Volinia, antiguamente parte de la mancomunidad de Polonia-Lituania y actualmente Ucrania. Los Radziwiłł conservaron el castillo durante casi cuatrocientos años, desde que su último propietario, Janusz Radziwiłł, lo mantuvo hasta 1945. Después de 1945, fue confiscado y convertido en hospital psiquiátrico. En 2021, fue transferido al museo de Volinia y ahora está abierto al público.
El castillo es un llamado «palazzo in Fortezza», una estructura donde un palacio o residencia noble se incorpora o construye dentro de una fortaleza o complejo fortificado. Es una de las residencias aristocráticas más grandes de Ucrania, con más de doscientas habitaciones y un patio más grande que la plaza de San Marcos de Venecia.